# Z/OS
z/OS ist ein Betriebssystem für IBM-Großrechner, das seit 2001 vertrieben wird. Seine Wurzeln reichen bis in die 1950er Jahre zurück. Erst die dritte Generation der damaligen IBM-Großrechnerbetriebssysteme aus den 1960er Jahren konnte sowohl für wissenschaftliche als auch für geschäftliche Zwecke eingesetzt werden und wurde ob ihrer vielseitigen Verwendbarkeit in Assoziation zu den 360 Grad der Kompassrose OS/360 genannt.

## Eigenschaften
S/360, S/370, ESA/390 etc. waren eigentlich eher die Hardware-Komponenten, auf denen verschiedene Betriebssysteme (u. a. MVT, MVS, MVS/ESA, OS/390 und VM) laufen konnten. Die wichtigsten Entwicklungsstationen im Bereich der Software waren die Einführung von MVS in den 1970er Jahren (24 Bit) und MVS/XA in den 1980er Jahren (31 Bit – das 32. Bit wurde für die Abwärtskompatibilität verwendet) sowie der Nachfolger OS/390. Etwa um die Jahrtausendwende wurde mit z/OS die 64-Bit-Architektur eingeführt. Als jüngste Generation einer über 40-jährigen Entwicklungsgeschichte nimmt z/OS noch heute eine dominante Position unter den Großrechnerbetriebssystemen ein.
Im Parallel Sysplex Verbund, einem nahe gekoppeltem Cluster aus IBM-Großrechnern, übertrifft z/OS noch die für die Vorgänger-Generation OS/390 angegebene Verfügbarkeitsrate von 99,999 % (sog. five-nines, was einer Downtime von fünf Minuten pro Jahr entspricht): Das z im Namen steht für zero downtime. Nach Definition von IBM ist eine Downtime immer eine nicht-geplante Betriebsunterbrechung.

### Skalierbarkeit
Das Betriebssystem unterstützt die Skalierbarkeit eines Großrechners mit bis zu 640 64-Bit-IBM-Prozessoren und so gut wie alle höheren Programmiersprachen. Verschiedene Subsysteme ermöglichen den gleichzeitigen Betrieb im Dialog und im Batch (Stapelverarbeitung). Durch das integrierte z/OS UNIX (Komponente z/OS Unix System Services), wird der Anschluss an die Unix-Welt und die Open-Systems-Welt gewährleistet. (z/OS UNIX ist nicht zu verwechseln mit zLinux. zLinux kann unabhängig von z/OS als eigenständiges Betriebssystem auf IBM Z Hardware installiert werden.)
Die Verbindung zu anderen Rechnern oder zum Internet erfolgt sowohl über proprietäre Protokolle als auch über TCP/IP. Umfangreiche Kryptographiefunktionalität mit Unterstützung nicht nur für Standards wie TLS, SET, VPNs, und Hardwareisolation erlauben die Erstellung sicherer Anwendungssysteme.
Das Zusammenspiel von z/OS mit der System-z-Hardware ist optimiert für sehr hohes I/O-Aufkommen (siehe Eingabe und Ausgabe, Transaktionen) bei sehr vielen Nutzern und unter größtmöglicher Sicherheit (Datenintegrität, Zugriffsschutz).

## Komponenten bzw. Standardsoftware, die unter z/OS häufig eingesetzt wird
- System zur Eingabe von Programmaufrufen und zur Ablaufsteuerung
  - JES (Job Entry Subsystem) zur Ausführung von JCL-Skripten
    - JCL (Job Control Language), eine Steuersprache für Stapelverarbeitungen

  - OPC (Operation Planning and Control), ein Werkzeug für die Jobablaufsteuerung

- Zugriffskontrolle
  - RACF (Resource Access Control Facility) für Authentifizierung, Autorisierung und Auditing
  - Alternative: ACF2

- Datenbanken und Transaktionsmonitore
  - CICS (Customer Information Control System), ein Transaktionssystem
  - Db2, ein relationales Datenbanksystem
  - IMS (Information Management System), ein Informationssystem, das unter anderem einen Transaktionsmonitor (IMS/DC) enthält

- Interaktiver Zugang mit Kommandozeilen- bzw. Menüzugriffen
  - TSO (Time-Sharing Option), ein interaktiver Kommandozeileninterpreter
    - ISPF (Interactive System Productivity Facility), eine menügesteuerte Benutzerschnittstelle zur Nutzung unter TSO

  - UNIX shell via SSH (oder auch telnet, rlogin). Mit sh, tcsh oder bash stehen verschiedene UNIX shells zur Verfügung.

- Weitere Komponenten
  - WLM (Workload Manager) und SRM (Systems Resource Manager) für die Verwaltung von Betriebsmitteln
  - RMF (Resource Measurement Facility) und SMF (System Management Facility) für die Sammlung und Auswertung von Betriebsdaten
  - SMP/E (System Modification Program/Extended) für die Installation und Wartung des Betriebssystems und der Komponenten

- Spezielle Hardware
  - Assist Processors, Spezialprozessoren für die Ausführung von Teilaufgaben (z. B. Java VM)